# Фиш Хок (Флорида)
Фиш Хок (енгл. Fish Hawk) насељено је место без административног статуса у америчкој савезној држави Флорида.

## Демографија
По попису из 2010. године број становника је 14.087, што је 12.096 (607,5%) становника више него 2000. године.
| Група             | 2000.         | 2010.          |
| Белци             | 1.752 (88,0%) | 11.078 (78,6%) |
| Афроамериканци    | 82 (4,1%)     | 586 (4,2%)     |
| Азијати           | 16 (0,8%)     | 498 (3,5%)     |
| Хиспаноамериканци | 121 (6,1%)    | 1.645 (11,7%)  |
| Укупно            | 1.991         | 14.087         |